# Porcellana Swatow

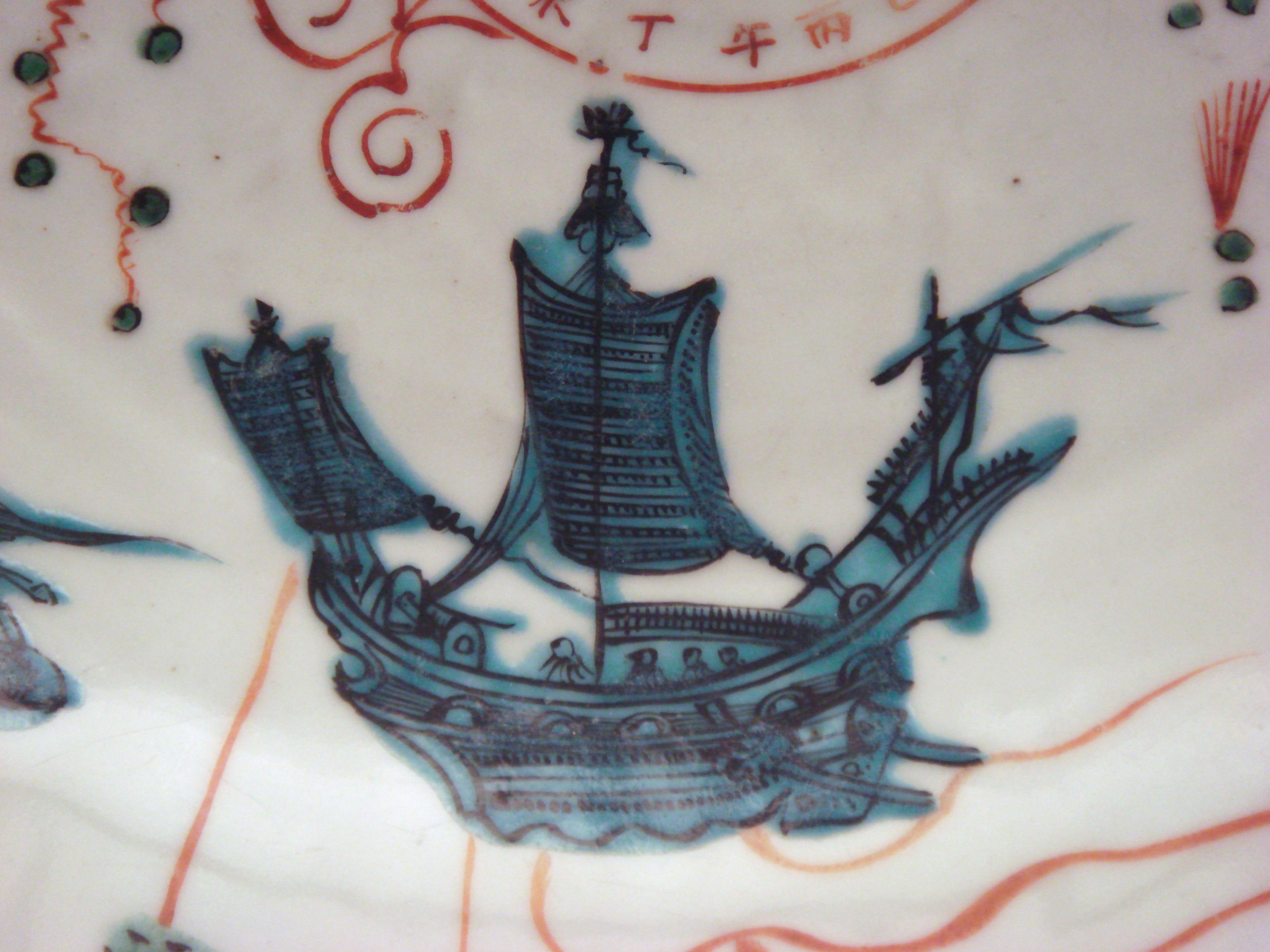
Dettaglio di un piatto di porcellana Swatow, periodo Wanli, 1573–1620. La nave è disegnata in smalto nero con glasura, poi dipinto sopra approssimativamente con smalto turchese semitraslucido, una tecnica tipica di questi colori.

Con il termine porcellana Swatow (ossia "porcellana di Swatow") o porcellana Zhangzhou ("porcellana di Zhangzhou") si indica un generico raggruppamento di porcellane cinesi da esportazione, principalmente della tarda dinastia Ming, destinate inizialmente al mercato sud-est asiatico. Il nome tradizionale in Oriente sorse perché Swatow, ovvero l'odierna Shantou, era il porto cinese meridionale della provincia di Guangdong dal quale si pensava che le porcellane fossero state spedite. Le fornaci principali erano probabilmente localizzate in tutta la regione costiera, ma per la maggior parte vicino a Zhangzhou, contea di Pinghe e Fujian, dove parecchie furono portate alla luce nella metà degli anni 1990, il che ha chiarito notevolmente le questioni.
Molte autorità preferiscono ora chiamare questi pezzi porcellane di Zhangzhou, in quanto sembra che Swatow sia divenuto un importante porto di esportazione solo nel XIX secolo, e che le porcellane fossero probabilmente esportate da Yuegang, ora Longhai, Zhangzhou. Le date precise per l'inizio della produzione rimangono incerte, ma le prove dell'archeologia suggeriscono la produzione collocata tra il 1575–1650 circa, benché sia stato proposto un avvio anteriore. I livelli di picco della produzione potrebbero essere finiti intorno al 1620.

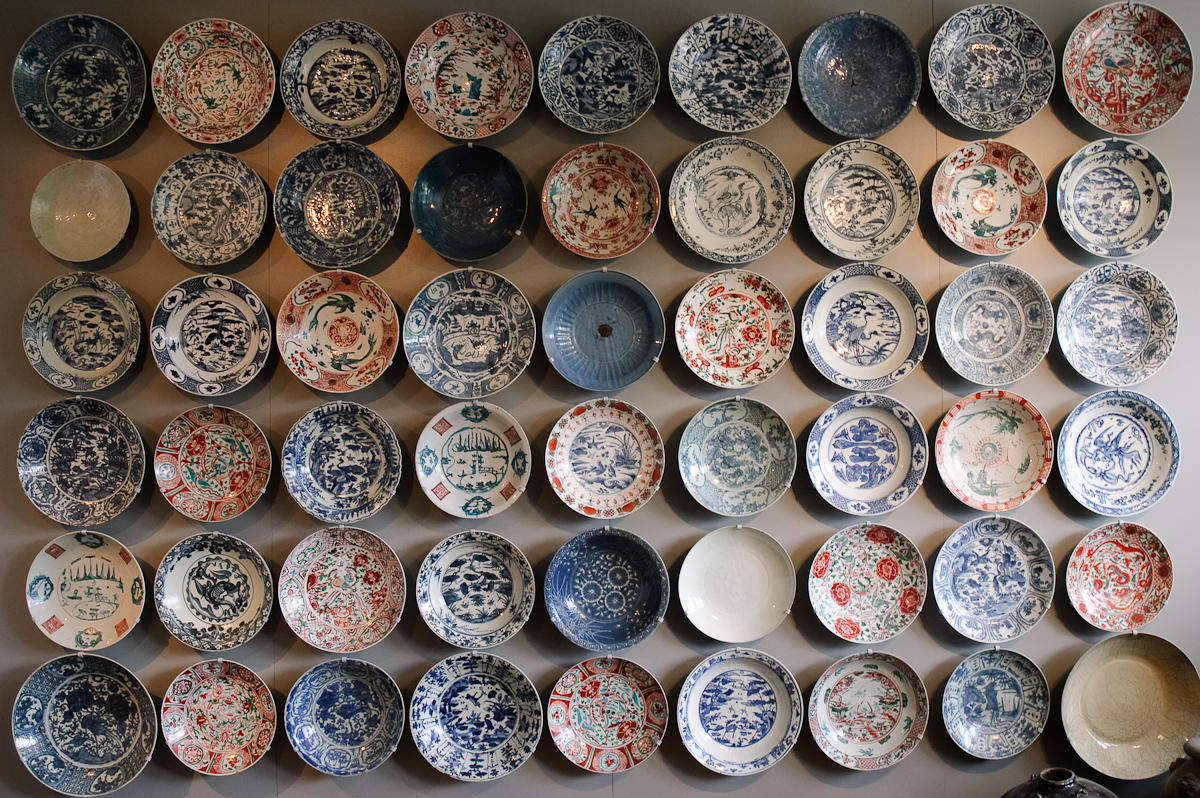
Parete di piatti nel Museo della ceramica Princessehof; si notino i disegni ripetuti – ce ne sono almeno tre. Chiave: In alto a sinistra = A1; in basso a destra = F9

In confronto alla porcellana di Jingdezhen, la porcellana Swatow è generalmente grossolana, fatta rozzamente e spesso poco cotta. La decorazione in bianco e blu sottosmalto che usa il cobalto è la più comune ed era probabilmente all'inizio l'unico tipo di decorazione, ma ci sono molte porcellane policrome, che usano soprasmalti rossi, verdi, turchesi, neri e gialli. La decorazione blu con sottosmalto era comune nelle ceramiche cinesi da oltre due secoli, ma gli smalti policromi erano stati relativamente insoliti prima di questo periodo. I pezzi sono per la maggior parte "grandi forme aperte, dipinte con disegni abbozzati sulla vetrina con smalti rossi, verdi, turchesi e neri". D'altro canto, il "disegno ha una spontaneità che non si trova nella tradizione centrale" di porcellane più raffinate.
Mentre il termine "porcellana Swatow" è riservato tipicamente ai pezzi con i caratteristici stili di decorazione, "porcellana Zhangzhou" copre anche altri tipi di porcellane fatte nelle stesse fornaci, per l'esportazione o no, inclusi grandi vasi di deposito, porcellane bianche, e alcune figurine del tipo bianco di Cina.

## Caratteristiche

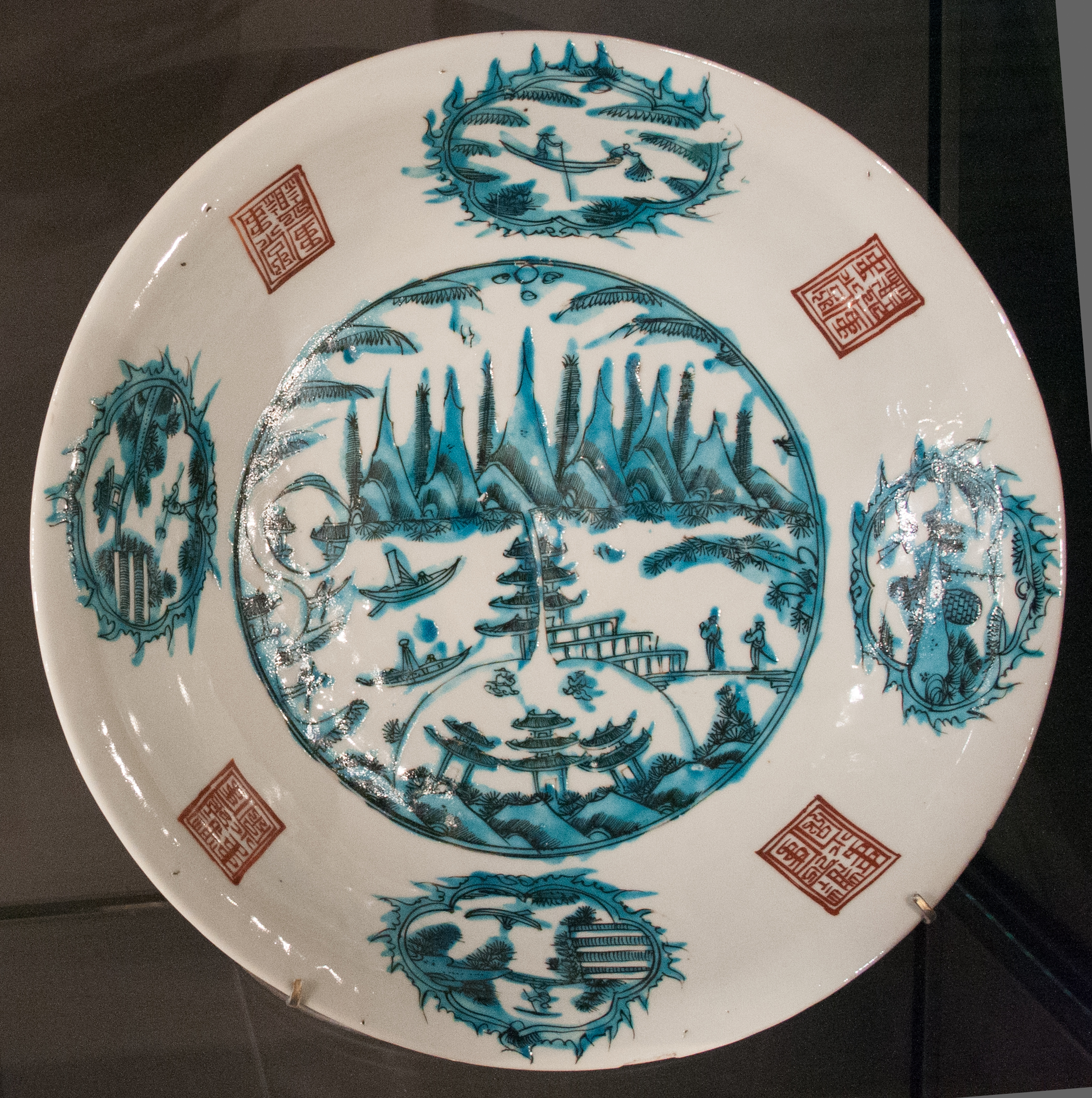
Piatto con il sentiero per l'isola degli immortali, con il motivo della "pagoda divisa" al centro. Percival David Foundation/British Museum. Ci sono più di due "pareti di piatti": E1 e D4.

I soggetti più comuni sono uccelli in volo o a riposo nella o accanto all'acqua, e fiori. Somo comuni anche gli animali, specialmente i cervi, posti in un paesaggio, come soggetti principali o nei medaglioni sul bordo. Le figure umane di solito sono mostrate come comparse nei paesaggi, specialmente mentre manovrano barche, ma a volte come soggetto principale. Altri motivi sono mostri marini e draghi, entrambi con forme strane. Alcuni piatti hanno iscrizioni islamiche in Arabo, destinati ai musulmani dell'Asia sud-orientale piuttosto che a quelli più ad ovest. Alcuni piatti mostrano navi europee, e rappresentano le bussole di navi occidentali. I disegni mostrano consapevolezza della contemporanea porcellana di Jingdezhen, ma con notevole distanza. Minori quantità di pezzi, spesso non decorati, presentano una gamma di altri colori di fondo, spesso blue e marroni, di solito ottenuti mediante ingobbi, ma anche applicando dappertutto vetrine colorate.
I pezzi hanno spesso sabbia grossolana proveniente dalla fornace sulla vetrina in corrispondenza del piede, che indica una fattura piuttosto trascurata.  Erano cotti in forni drago di varie fogge, e le numerose fabbriche di ceramiche erano piccole aziende, assai lontane dalla scala industriale di Jingdezhen. I pezzi erano per la maggior parte lavorati al tornio, ma per formarli si usavano anche gli stampi.
L'iconografia aveva delle peculiarità, incluso il motivo della "pagoda divisa" dove la scena centrale "è dominata da quella che assomiglia ad una pagoda a tre piani divisa verticalmente in due da una striscia simile ad un imbuto evidenziata in bianco, quasi come un'eruzione vulcanica", che ha sconcertato gli studiosi; ci sono molte suggestioni riguardo al suo significato. Alcuni, inclusi la Percival David Foundation ed il Victoria and Albert Museum, lo interpretano ora come "il sentiero per le isole degli Immortali" della mitologia cinese, che balza sopra l'edificio, mentre altri conservano una mente aperta. Questo disegno è uno dei molti dove i caratteri cinesi nello "svilito" stile sigillare non hanno senso, riflettendo l'opera di decoratori illetterati che producevano per un mercato che non sapeva leggere il cinese.

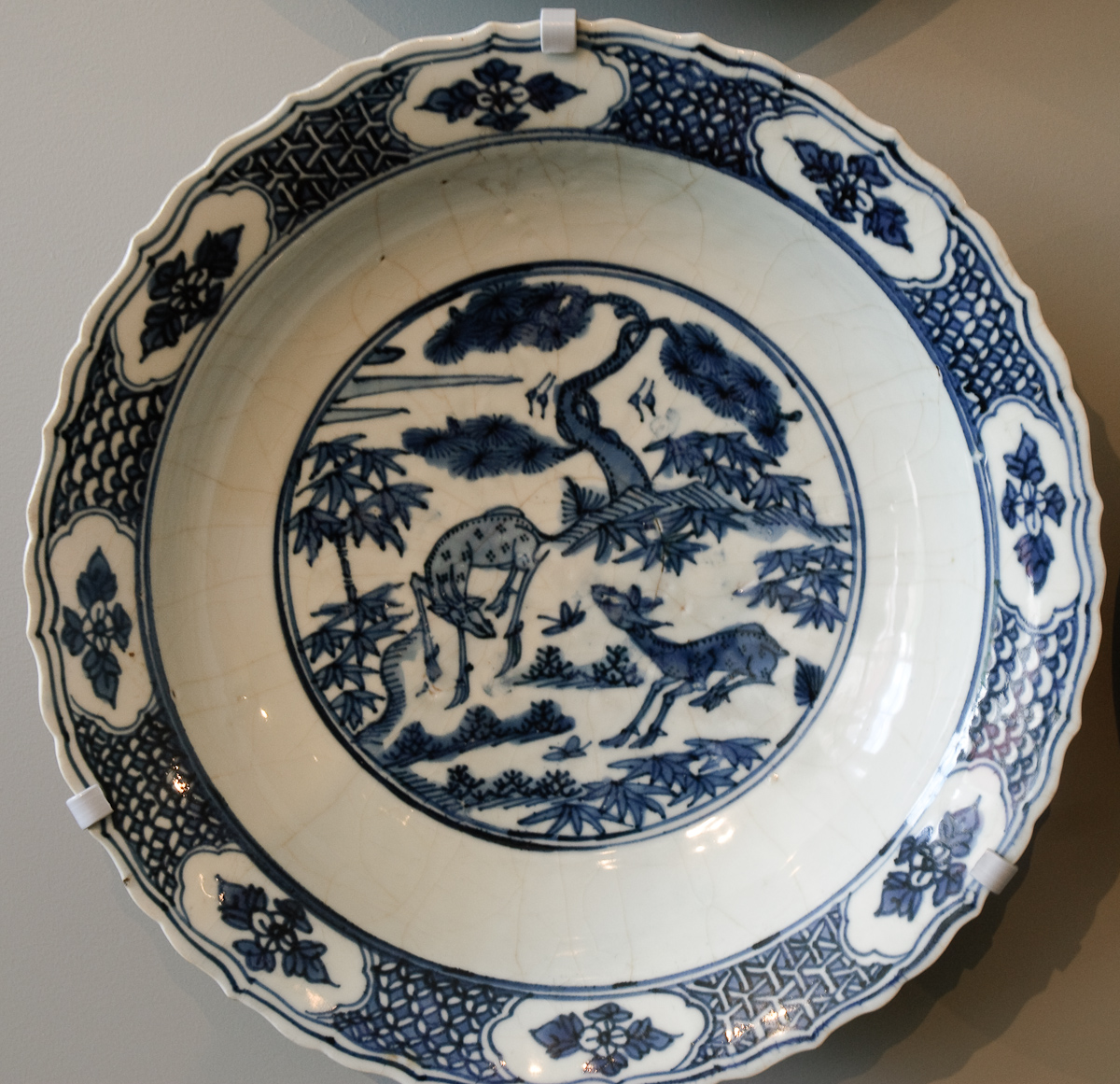
Cervo in un paesaggio, nello stile della "decorazione composta", che usa la tecnica del contorno e della velatura ad acquerello.

Una divisione delle ceramiche blu e bianche in tre "famiglie" o ampi gruppi è stata proposta da Barbara Harrisson: "conservativa", "persistente" e "versatile", in ordine cronologico. Questa classificazione fu ulteriormente rifinita da Monique Crick nel 2010 in tre tipi di decorazione: "bozzettistica" (sketchy), "composta" (composed) e "piena da bordo a bordo" (full rim-to-rim). Il gruppo con la "decorazione bozzettistica" usa "uno stile vigoroso, spazzolato, dipinto a mano libera e spontaneamente" da un singolo artigiano. I gruppi successivi usano spesso un tratteggio in blu scuro concentrato per creare il disegno, che è poi ridipinto con una velatura più leggera, nello stesso stile che si usa con il nero e il turchese negli smalti policromi. Alcuni di questi pezzi hanno visibili pinture di spillo che indicano dove era fissato uno stencil, che consentiva presumibilmente la pittura rapida della velatura. Il contorno avrebbe avuto bisogno di asciugare prima che fosse applicata la velatura, suggerendo che molti artigiani erano coinvolti in diversi stadi della produzione che richiedevano diversi livelli di abilità.
Può darsi che le porcellane a smalto policromo siano apparse solo all'inizio del XVII secolo, ma poi sono aumentate rapidamente, formando circa la metà dei pezzi Swatow del relitto di Binh Thuan, che affondò forse nel 1608. I piatti ricevevano una copertura a ingobbio bianco ed erano cotti alla temperatura alta necessaria per la porcellana, che avrebbe bruciato gli smalti colorati. Essi erano poi dipinti prima di una seconda cottura a circa 800 °C. Le tavolozze comuni sono rosse, verdi e gialle (alquanto meno). e turchesi, rosse, verdi e nere. Il nero, usato principalmente per il tratteggio delle linee, era fatto in realtà dal cobalto usato per il blu sottosmalto, in forma impura e concentrata.
Un tipo relativamente raro è decorato sia in smalti blu sottosmalto che bianchi e soprasmalto. Questi pezzi erano costosi da produrre e sembra che siano stati fatti per il mercato giapponese. Un esempio si può vedere nella parete di piatti illustrata (D5).

## Mercati

### Asia

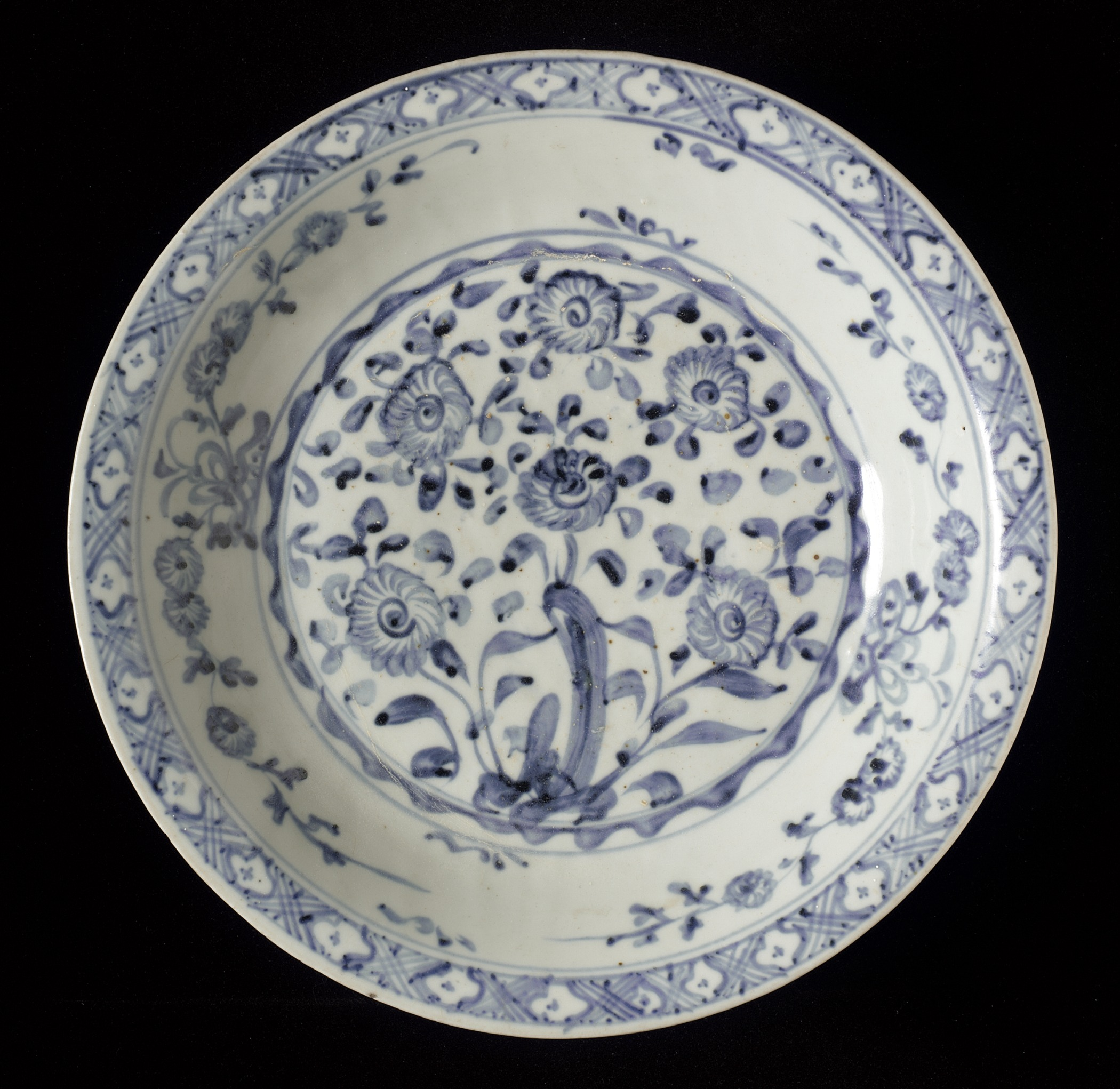
Piatto nello stile della "decorazione bozzettistica" a mano libera

Quasi nessun esempio di porcellana è stato portato alla luce nella stessa Cina, se non nei siti effettivi delle fornaci, e sembra che le ceramiche fossero, come alcuni altri tipi, fabbricati interamente per l'esportazione. I principali mercati erano le isole dell'Asia sud-orientale, specialmente le moderne Malaysia, Indonesia e Filippine, insieme al Giappone. Altri mercati tradizionali per le ceramiche cinesi come la Corea e il Vietnam sembrano non essere coinvolti; essi avevano già sviluppato gusti cinesi più tradizionali preferendo ceramiche monocrome dalle forme raffinate o stili dalle decorazioni più delicate. I piatti erano usati per mostra, e per cenare; anche i reali sedevano con gli ospiti su stuoie sul pavimento, mangiando in comune da vari grandi piatti, come riferirono i primi visitatori europei.
In Giappone frammenti sono stati trovati nei siti di prestigiosi templi e castelli, e sembra che il vigore piuttosto rozzo della decorazione attraesse il senso estetico molto sofisticato dei maestri di tè giapponese, al tempo guide del gusto. Le ciotole e i vasi più piccoli erano utilizzate più facilmente nella cerimonia del tè giapponese e in altri contesti, e alcuni pezzi giapponesi imitavano le forme e la decorazione Swatow.
Un relitto al largo della costa del Vietnam presso Binh Thuan trasportava un carico i cui elementi sopravvissuti erano porcellane Swatow e wok di ghisa; la sua scoperta fu pubblicata nel 2004. La porcellana era all'incirca per metà blu e bianca e per metà con smalti soprasmalto, quest'ultima avendo sofferto per l'immersione prolungata in mare. Può ben darsi che sia la nave registrata come perduta in mare nel 1608, che la Compagnia olandese delle Indie orientali (VOC) aveva allestito per trasportare un carico, principalmenre di seta cinese, alla sua stazione di Johor nella moderna Malaysia, forse intendendo scambiare le ceramiche con spezie intorno alle Molucche. C'erano migliaia di "piatti di medie dimensioni", nonché alcuni blu e bianchi fino a 42 cm in larghezza, e piatti e vasi più piccoli. Vi erano molti disegni, ripetuti in lotti, in gran parte come nella moderna produzione ceramica, ma con i disegni che variavano a causa dell'esecuzione libera e presumibilmente rapida.

### Europa

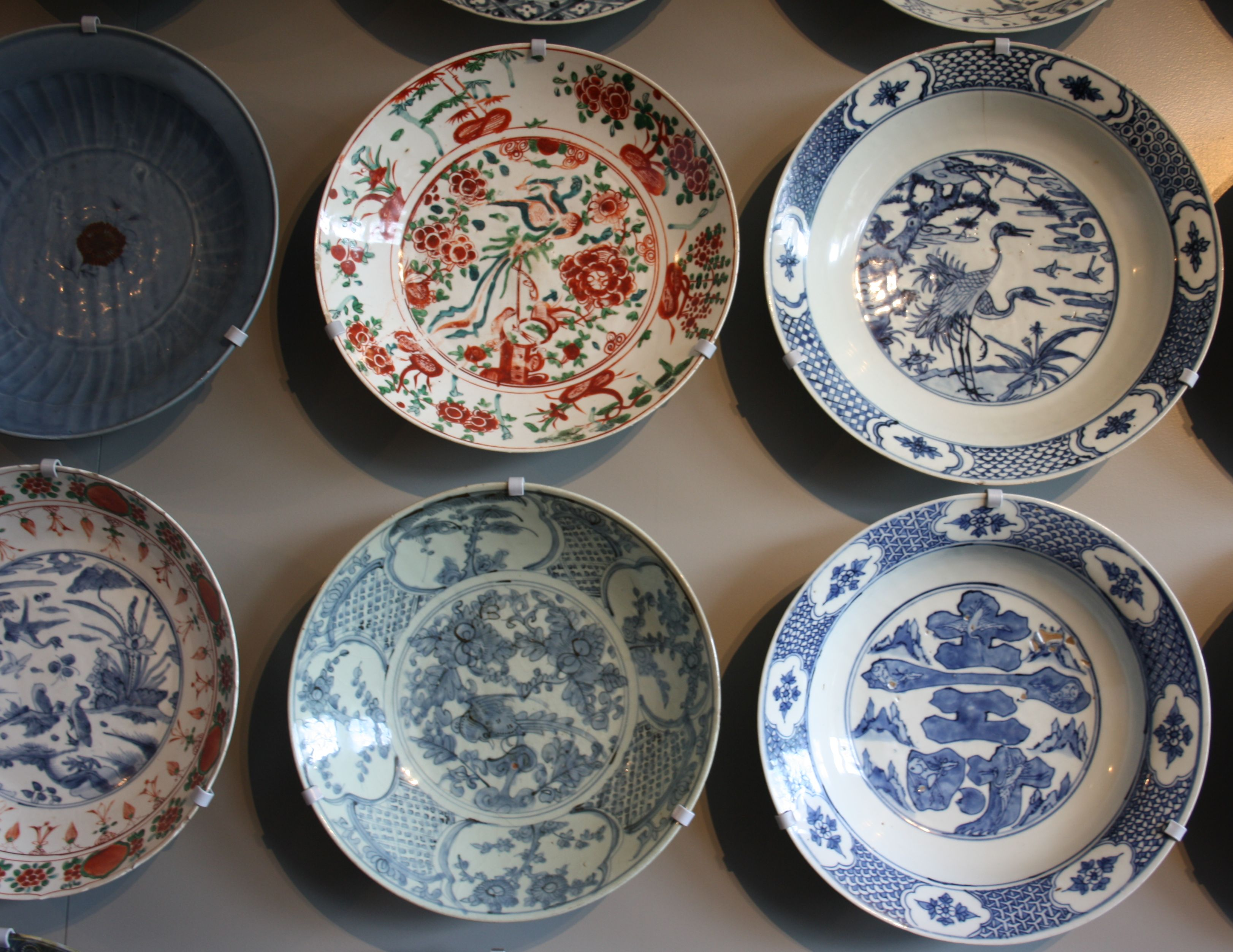
Dettaglio di parete di piatti of wall of dishes: in basso a destra il Monte Penglai, in basso a sinistra decorazione sia sotto- che soprasmalto.

I mercati europei erano probabilmente molto meno significativi, e la porcellana Kraak dello stesso periodo altrettanto probabilmente vi veniva sempre inviata in quantità maggiore. Tale ceramica ha molte somiglianze ma è tutta in sottosmalto blu e bianco. I Portoghesi avevano commerciato a Yuegang finché non furono espulsi nel 1548, ma furono autorizzati a ritornare dal 1567, e nel 1577 fu permesso loro di fondare una stazione a Macao. Il Palazzo Santos a Lisbona ha una stanza decorata tra il 1664 e il 1687 con uno spettacolare soffitto angolare coperto di piatti di porcellana cinese blu e bianca; tre di questi sono stati identificati come porcellana Swatow .
Gli Spagnoli, che si erano insediati a Manila nelle Filippine, trasportavano beni tra i quali articoli cinesi di lusso tra là e i porti del Nuovo Mondo come Acapulco nel commercio del galeone di Manila. La porcellana Swatow è stata recuperata da vari siti e relitti spagnoli, inclusa la San Augustin di Sebastião Rodrigues Soromenho, naufragata nel 1595 nella Baia Drakes, appena a nord di San Francisco.
La Compagnia olandese delle Indie orientali, fondata nel 1602, commerciava con l'Indonesia, un mercato di grande importanza per le ceramiche. Non avevano il permesso di commerciare direttamente con la Cina, e si accontentavano di catturare qualsiasi vascello portoghese, spagnolo e cinese che potevano, e probabilmente di organizzare consegne nelle loro basi mediante navi cinesi. Dal 1624 ebbero una base su Formosa (la
moderna Taiwan). La porcellana Kraak da esportazione, piuttosto simile, era adattata per adeguarsi ai gusti europei, ciò che la porcellana Swatow non sembra aver mai fatto. In seguito può darsi che le porcellane Swatow siano state esportate direttamente in Europa dagli Olandesi. Questi scambi europei hanno lasciato frammenti di porcellana Swatow in vari siti terrestri e relitti intorno al Capo di Buona Speranza in Sudafrica.

## Collezioni
I pezzi sono rimasti apprezzati nei loro mercati originali, specialmente in Indonesia e in Giappone, dove ci sono parecchie buone collezioni. Generalmente non venivano collezionate dai Cinesi e la maggior parte dei musei occidentali e cinesi con buone collezioni di ceramiche hanno pezzi sparsi. Il Museo della ceramica Princessehof ha una collezione eccezionale di circa 170 pezzi, con "la gamma più rappresentativa del tipo", benché in termini di forme essa si concentri sui grandi piatti. Questa collezione fu assemblata originariamente in Indonesia da un amministratore coloniale olandese nel XIX secolo.

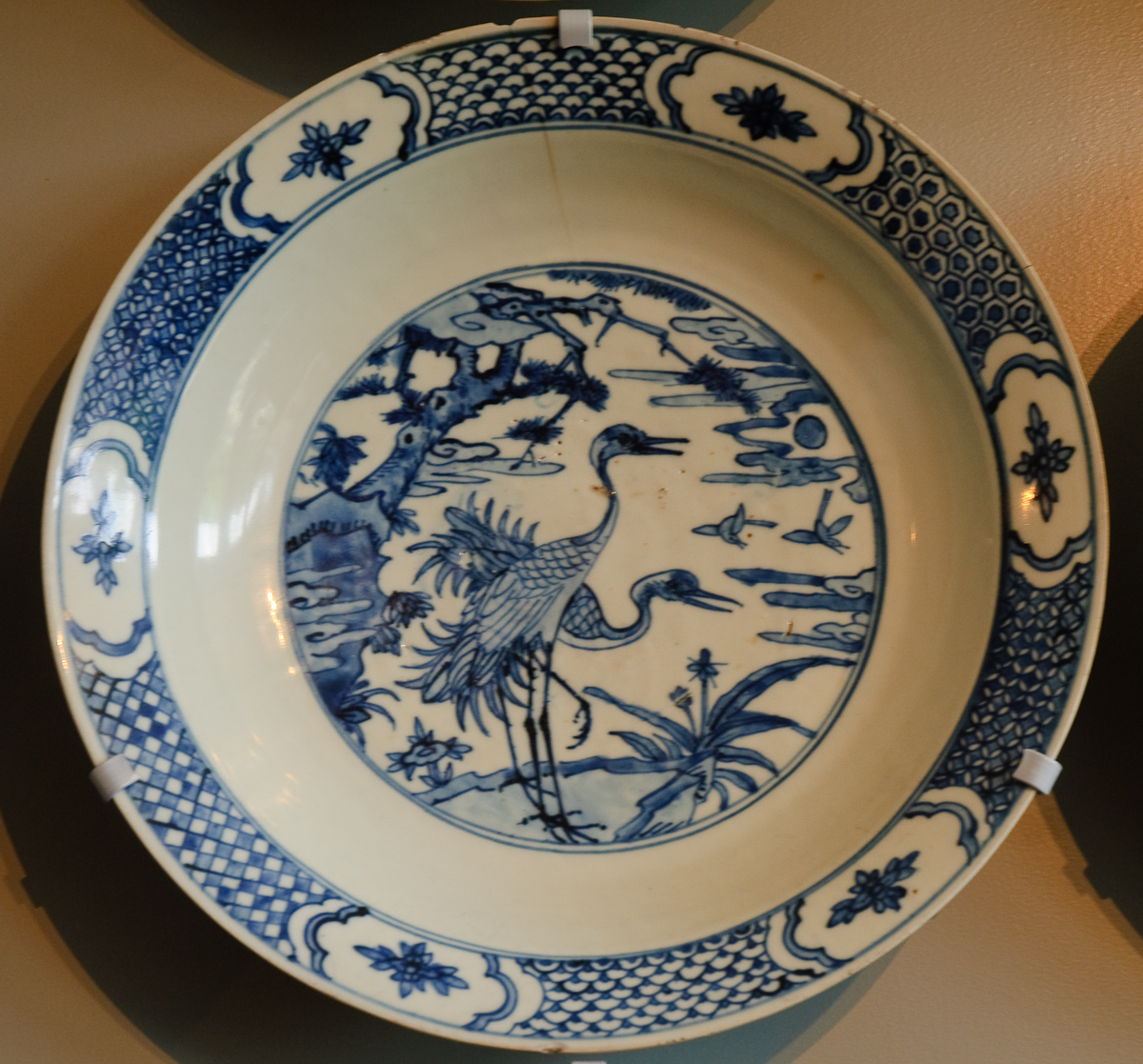
Un tipico disegno incentrato su uccelli acquatici, contorno e velatura in blu cobalto.
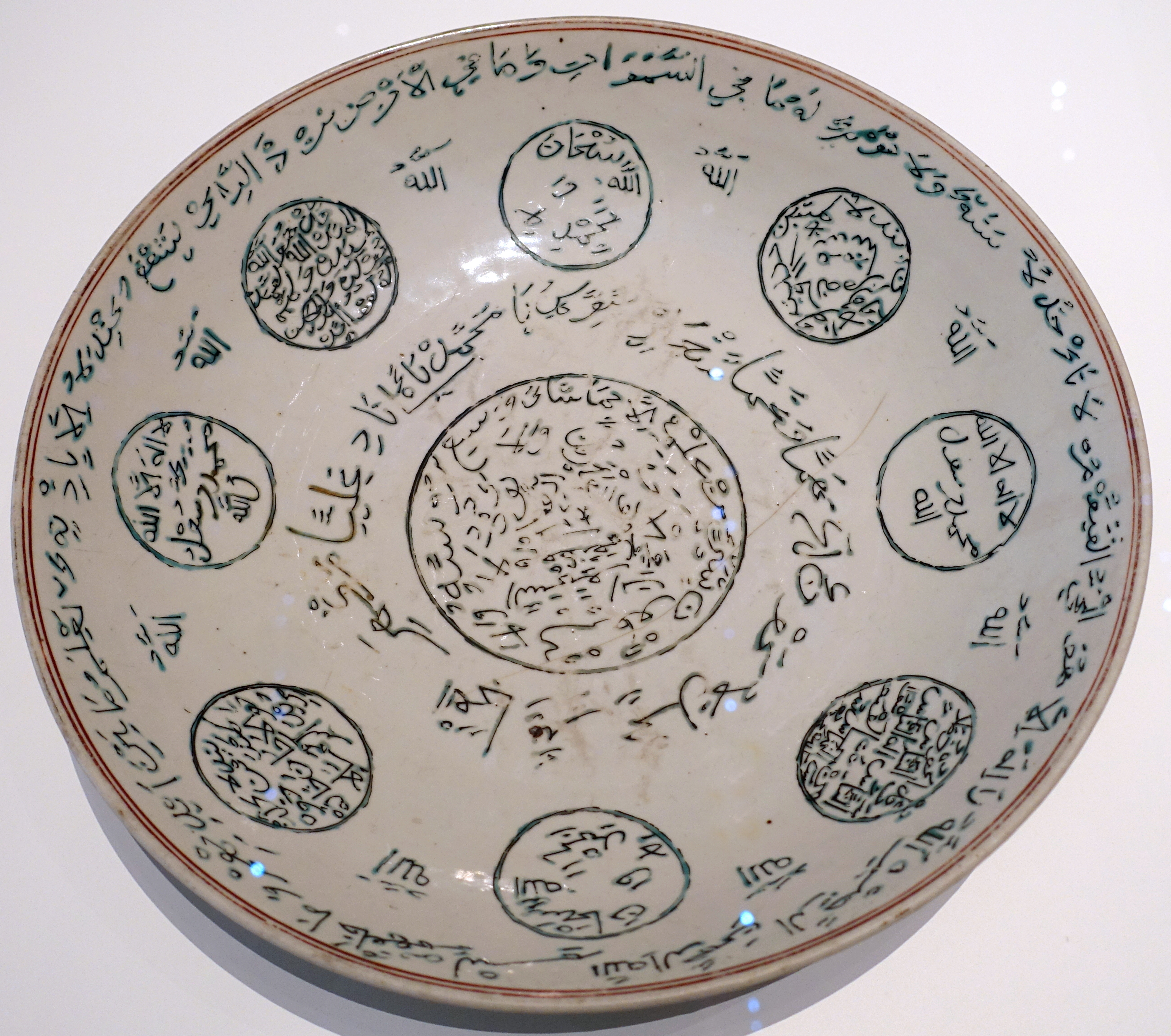
Piatto con versetto, preghiera e professioni di fede del Corano. Tali disegni si usavano per introdurre in modo raffinato le cerimonie nelle isole islamiche.
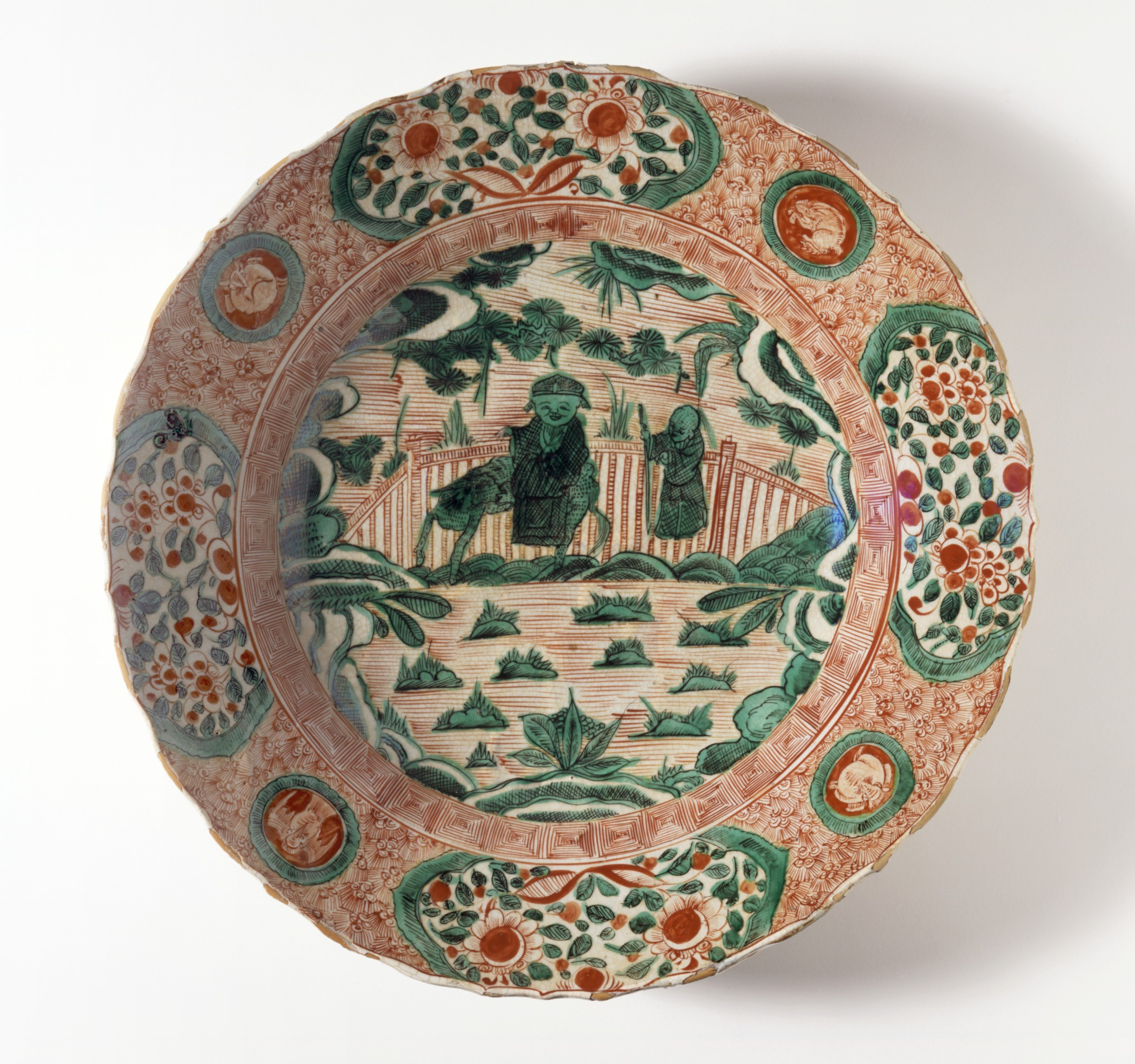
Piatto ornato da archetti con paesaggio
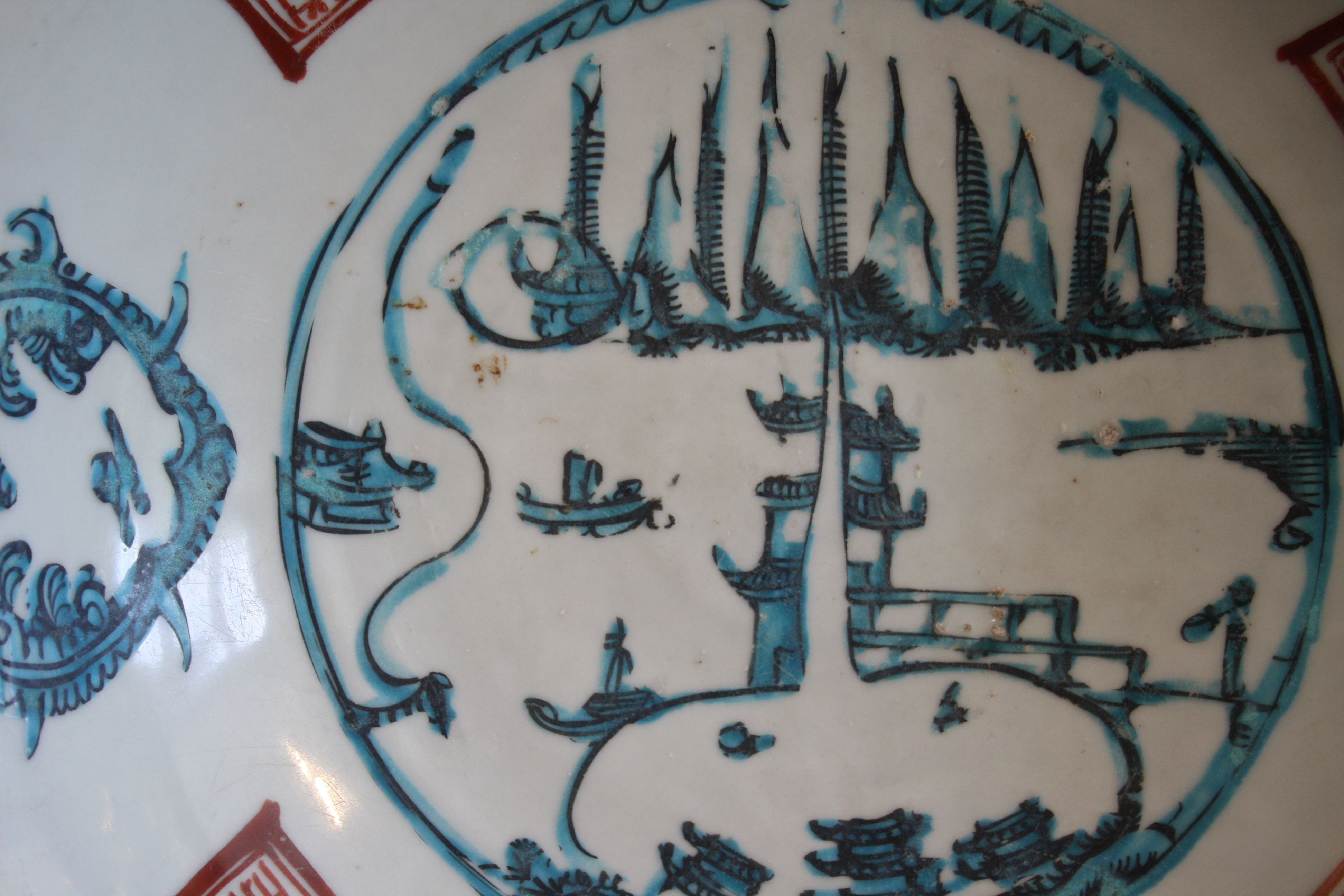
Dettaglio del motivo della "pagoda divisa". Un piatto diverso da quello mostrato sopra; questo proviene dal Museo della ceramica Princessehof
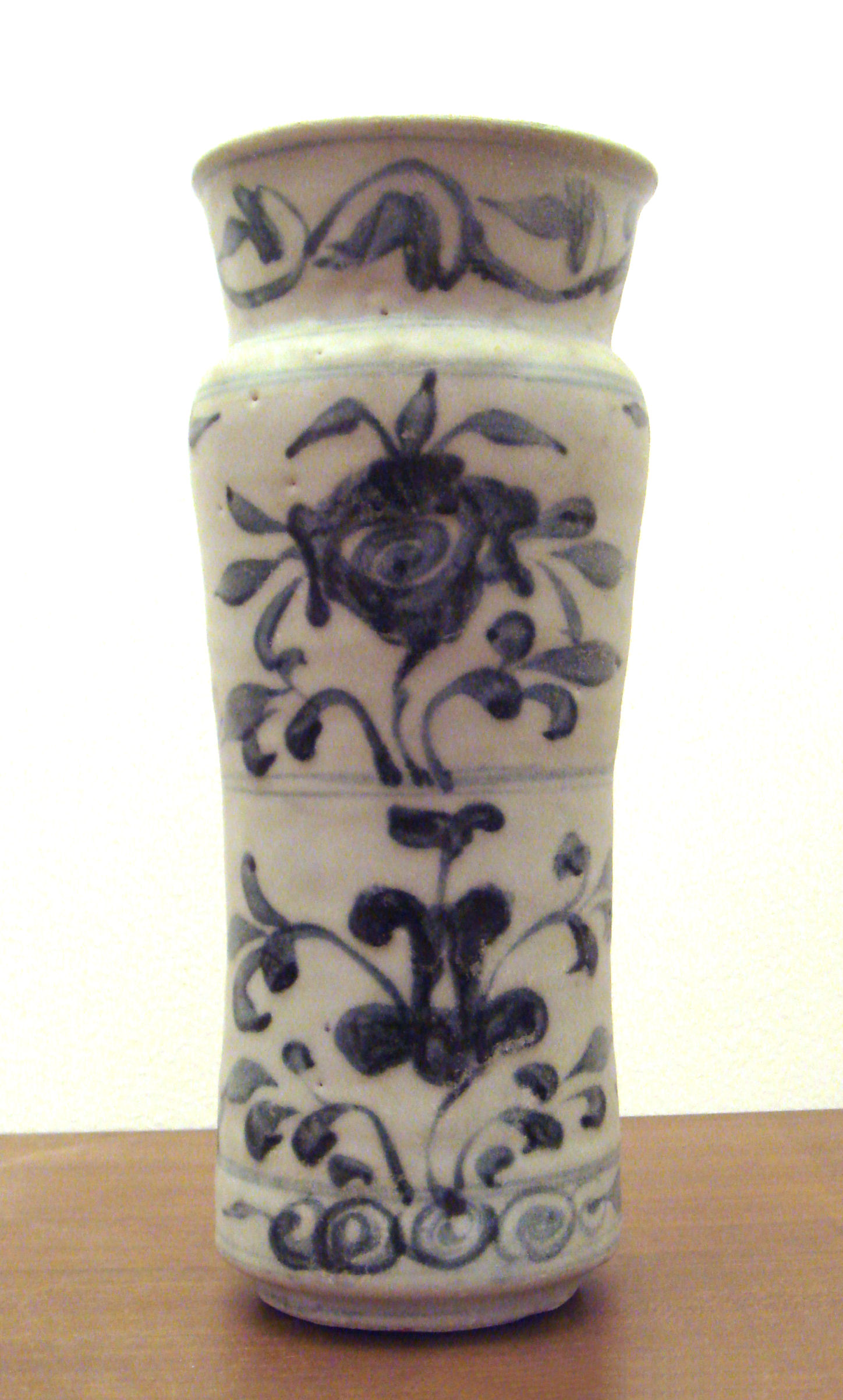
Porcellana Swatow albarello, nello stile blu e bianco "bozzettistico, prima del 1600
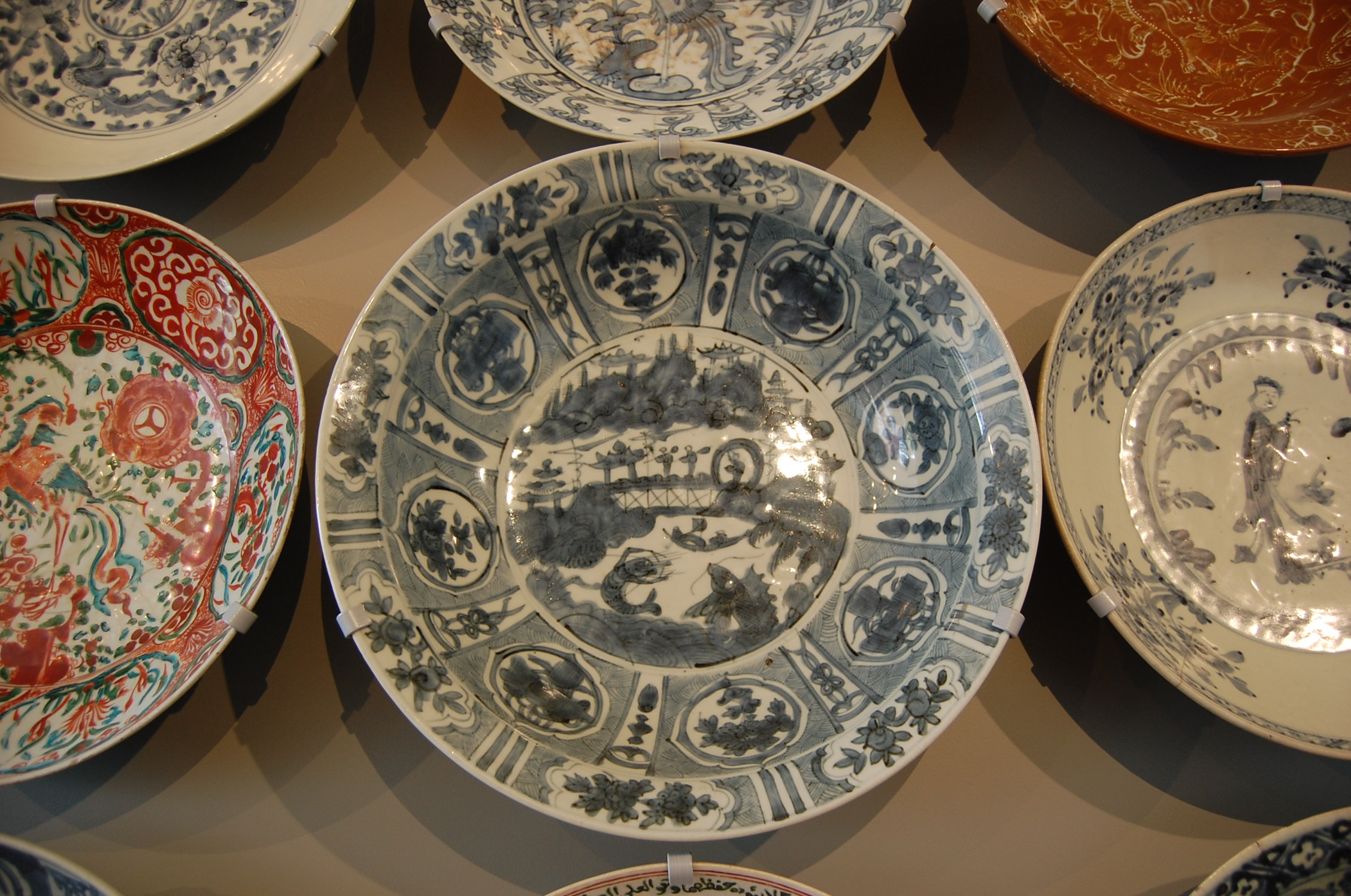
Dettaglio. Il piatto "bozzettistico" in basso a destra ha una figura umana principale.
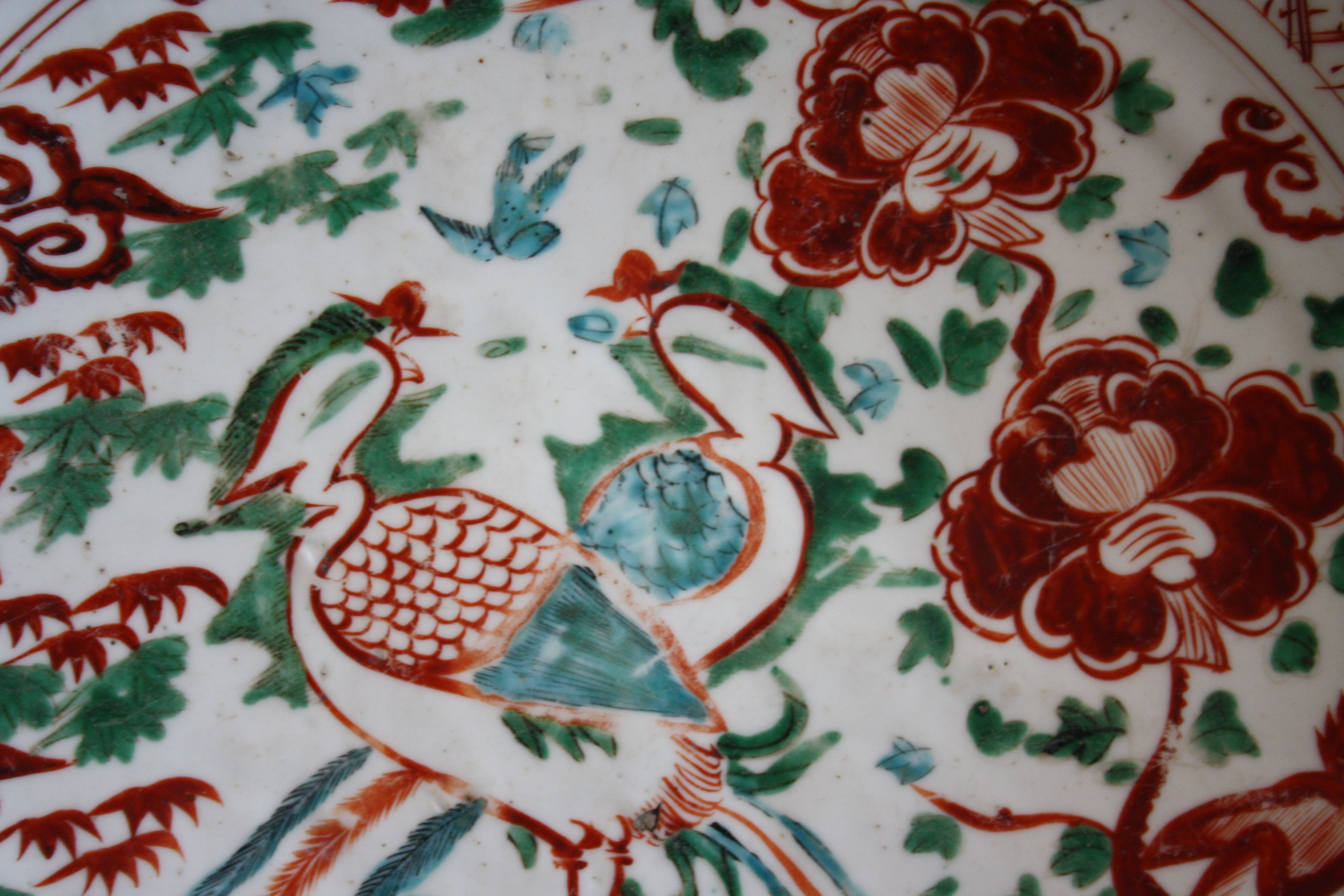
Dettaglio di uccello tra i fiori
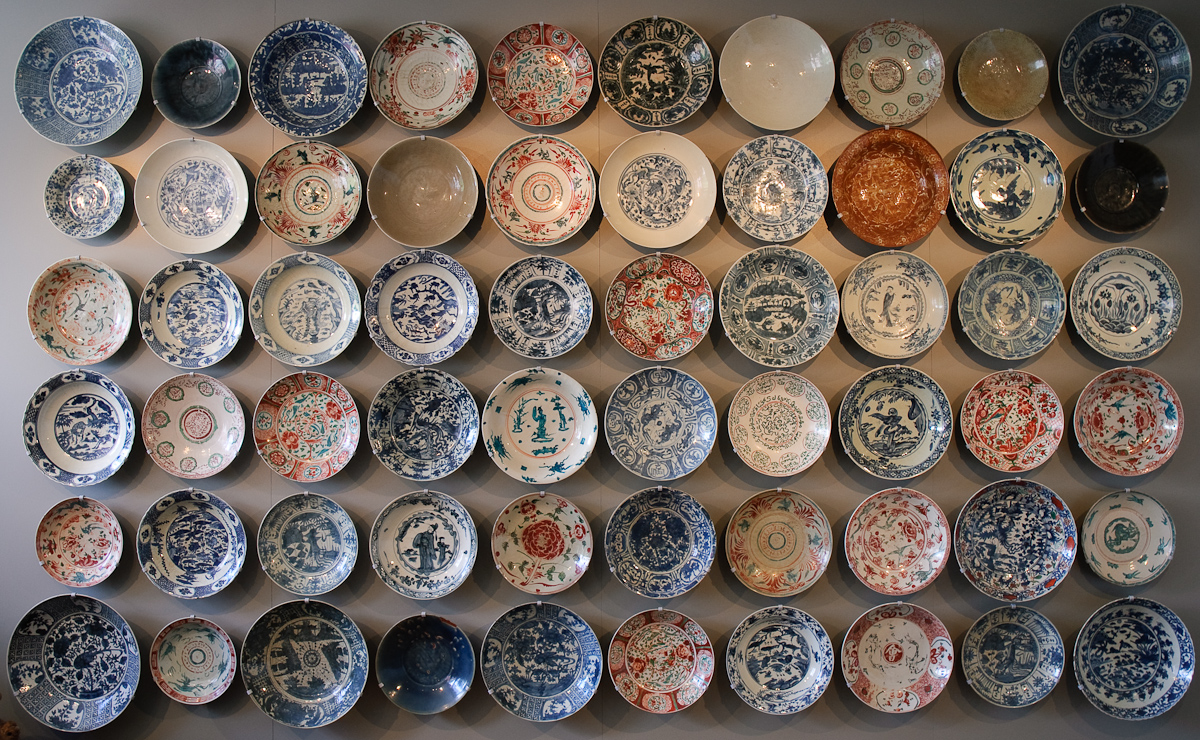
Un'altra parete di piatti nel Museo della ceramica Princessehof
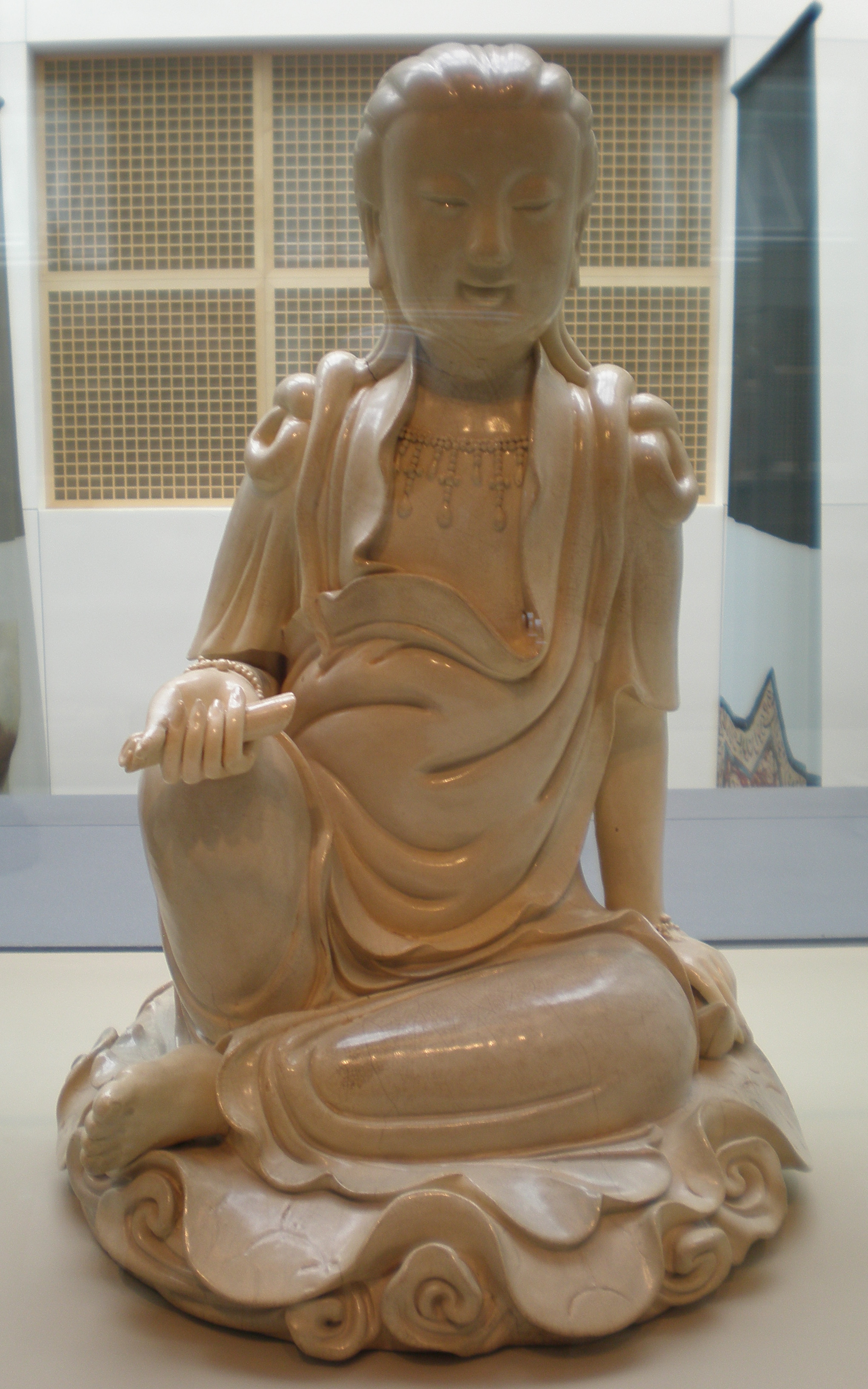
Figurina di Guanyin, datata 1615